# Schondorf am Ammersee
Schondorf am Ammersee is een plaats in de Duitse deelstaat Beieren, en maakt deel uit van het Landkreis Landsberg am Lech.
Schondorf am Ammersee telt 4.018 inwoners.
Apfeldorf ·
Denklingen ·
Dießen a.Ammersee ·
Eching a.Ammersee ·
Egling a.d.Paar ·
Eresing ·
Finning ·
Fuchstal ·
Geltendorf ·
Greifenberg ·
Hofstetten ·
Hurlach ·
Igling ·
Kaufering ·
Kinsau ·
Landsberg a.Lech ·
Obermeitingen ·
Penzing ·
Prittriching ·
Pürgen ·
Reichling ·
Rott ·
Scheuring ·
Schondorf a.Ammersee ·
Schwifting ·
Thaining ·
Unterdießen ·
Utting a.Ammersee ·
Vilgertshofen ·
Weil ·
Windach